# Бонаюто, Анна
Анна Бонаюто (итал. Anna Bonaiuto; род. 28 января 1950, Латизана, Удине, Италия) — итальянская актриса. Лауреат и многократная номинантка ряда международных и национальных фестивальных и профессиональных кинонаград.

## Биография
Анна Бонаюто родилась 28 января 1950 года в Латизане, провинция Удине в Италии. В 1974 году окончила Национальную Академию драматического искусства. Работала в театре с такими известными режиссерами, как Марио Миссироли, Лука Ронкони, Марио Мартоне, Карло Сесчи и Тони Сервилло.
В 1973 году Бонаюто дебютировала в кино ролью в фильме Карло Ди Пальмы «Тереза-воровка». Роль Анны в кинодраме режиссера Марио Мартоне «Смерть неаполитанского математика» выдвинула Анна Бонаюто к числу самых талантливых актрис итальянского кинематографа.
Среди актерских удач Анны Бонаюто: мать в фильме Лилианы Кавани «Где ты? Я здесь», Делия в драме Марио Мартоне «Любовь утомляет», Марина в ленте Фульвио Ветцла «Сначала музыка, потом слова». Снималась также в киноработах. таких режиссеров, как Пупи Авати, Джузеппе Феррара, Майкл Редфорд, Нанни Моретти и Паоло Соррентино, сыграв за время своей актерской кинокарьеры роли в более 60-ти кино - и телефильмах.
В 2017 году Анна Бонаюто снялась в фильме-триллере Ферзана Озпетека «Неаполь под пеленой», за роль Адель в котором она была номинирована в 2018 году на премию «Давид ди Донателло» как лучшая актриса второго плана.